# Blysa
Blysa eller blysrum var på äldre fartyg ett intill ammunitionsdurken byggt litet rum, i vilket de ljus eller lampor som skulle belysa durken var placerade.